# Guido Nincheri
Guido Nincheri (Prato, 29 settembre 1885 – Providence, 1º marzo 1973) è stato un pittore, decoratore e architetto italiano.

## Biografia
Dopo aver studiato presso l'Accademia delle belle arti di Firenze, si trasferisce in Canada, a Montréal, nel 1915, dopo un breve soggiorno a Boston dove ha decorato la Boston Opera House. Nella sua lunga carriera ha realizzato vetrate e affreschi di oltre cento chiese in Canada e negli Stati Uniti.

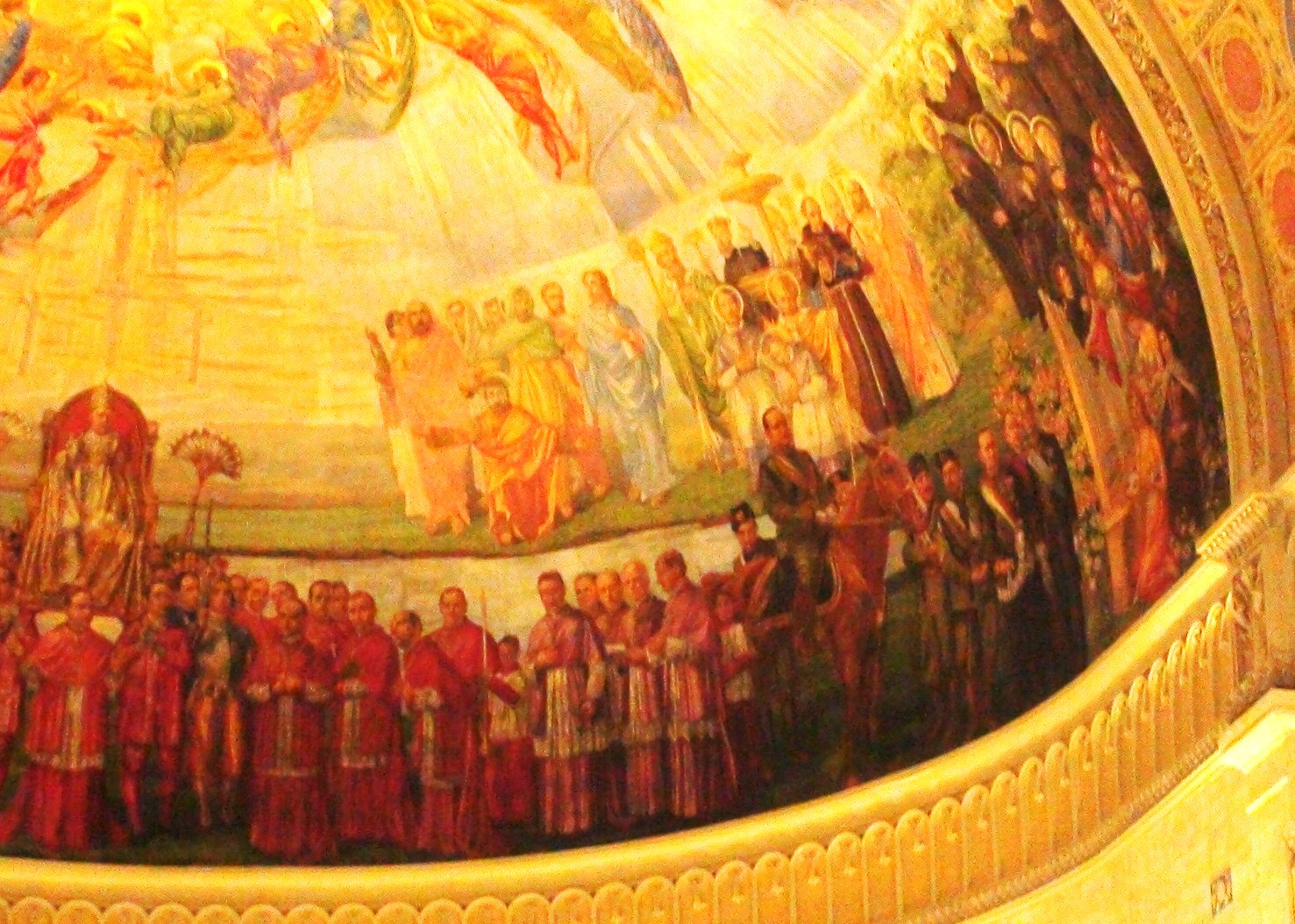
L'affresco con Pio XI e Mussolini nella chiesa della Madonna della Difesa di Montréal

Ha anche progettato diverse chiese, tra cui quella di Sant'Antonio da Padova a Ottawa e la chiesa della Madonna della Difesa di Montréal, famosa per il suo affresco raffigurante Benito Mussolini a cavallo tra un gruppo di fedeli. Negli Stati Uniti molte delle sue opere si trovano nelle chiese cattoliche della diocesi di Providence in Rhode Island. Tre delle sue più grandi opere sono nella chiesa di Cristo Re a West Warwick. La sua produzione di architetto annovera anche opere profane come il Roger Williams Park Museum of Natural History and Planetarium a Providence e lo Château Dufresne a Montreal.
Come vetratista, ha realizzato qualcosa come duemila vetrate in circa cento diverse chiese in Québec, Ontario, nelle province marittime del Canada, Columbia Britannica e New England.

## Galleria d'immagini

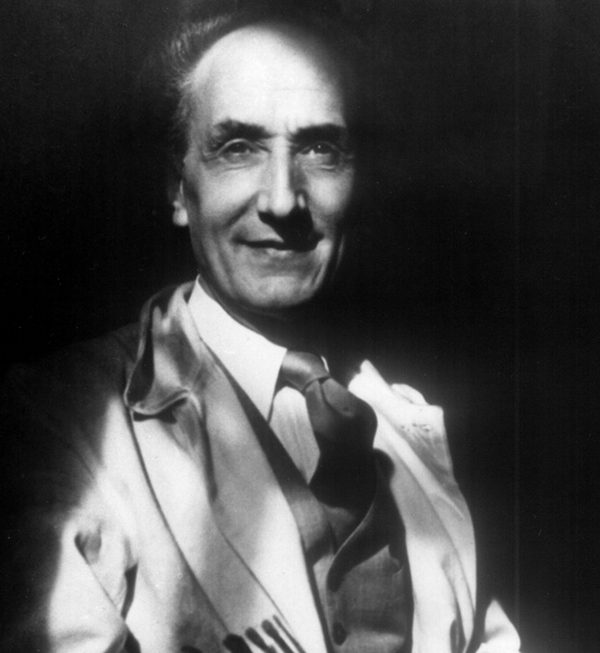
Guido Nincheri, c. 1935
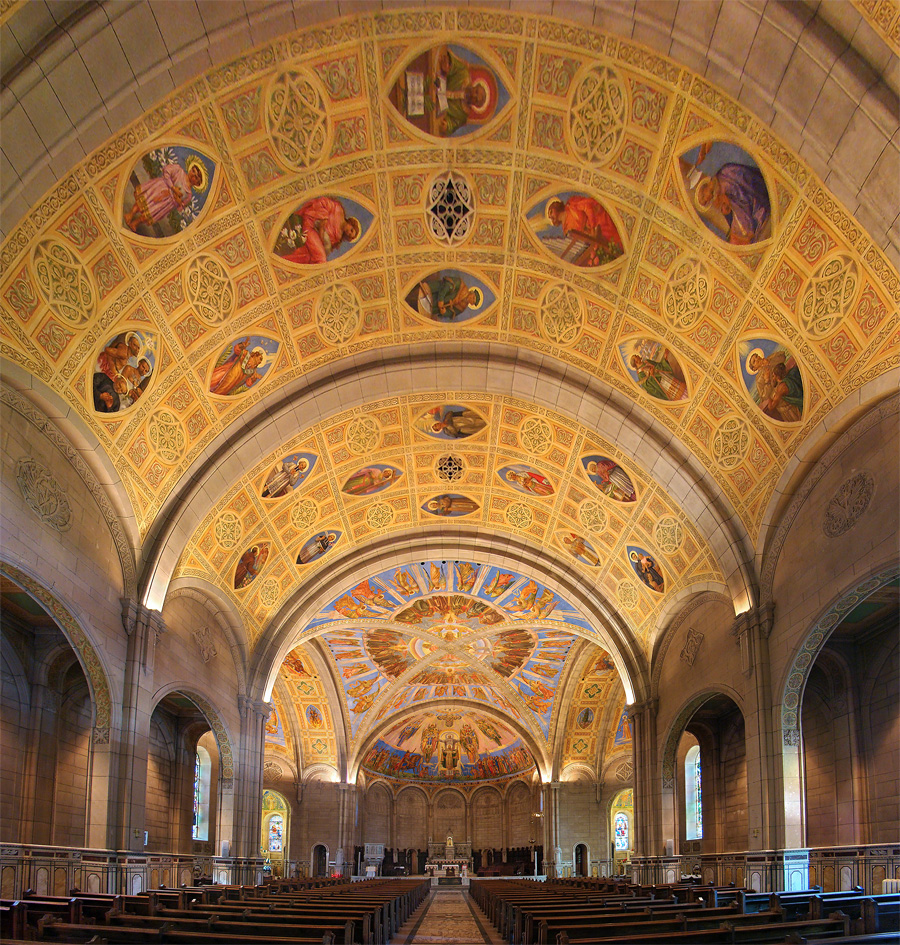
Decorazioni della chiesa di San Leone a Westmount
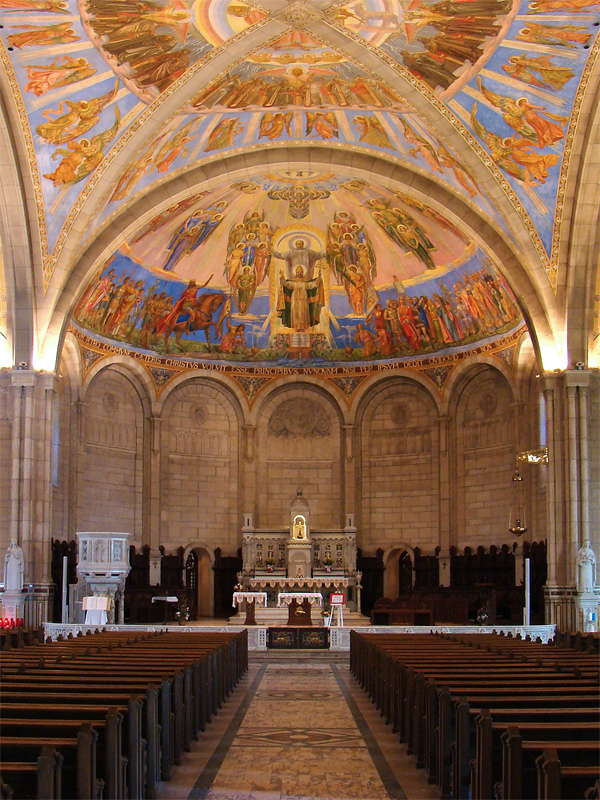
Decorazioni della chiesa di San Leone a Westmount
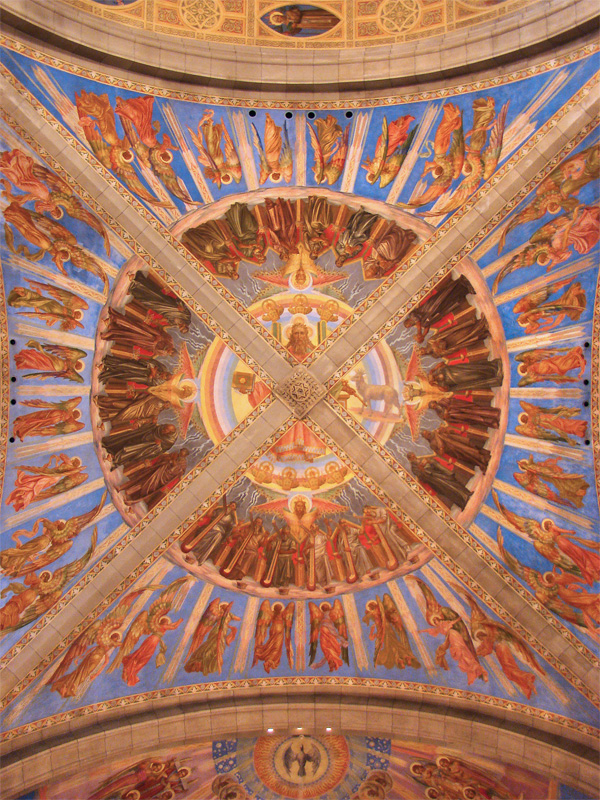
Decorazioni della chiesa di San Leone a Westmount
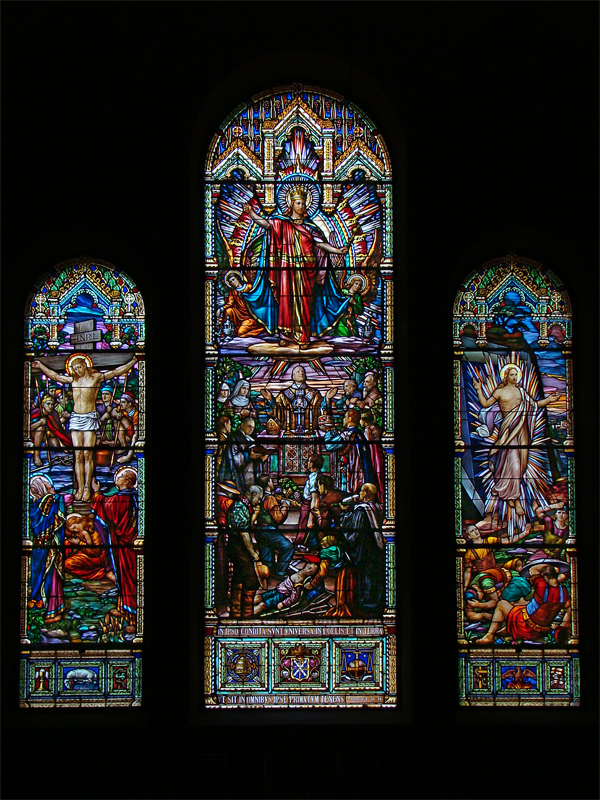
Vetrate della chiesa di San Leone a Westmount
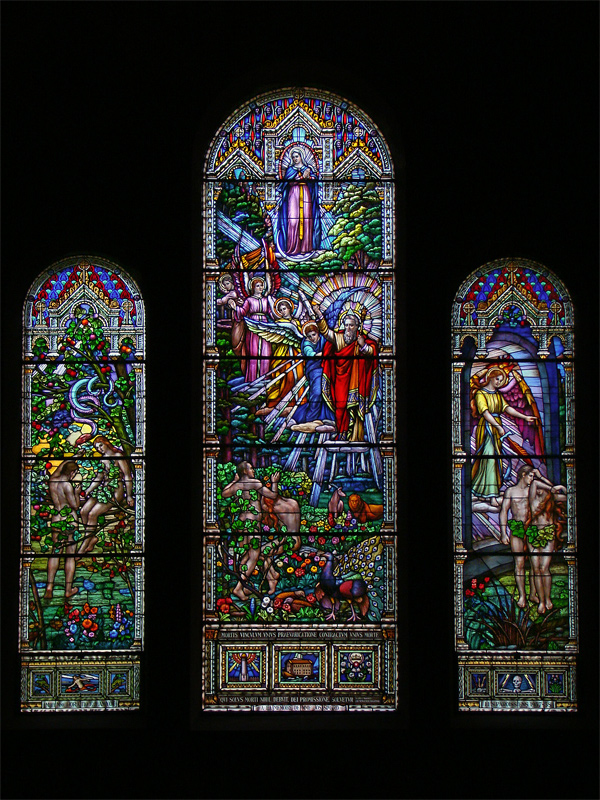
Vetrate della chiesa di San Leone a Westmount
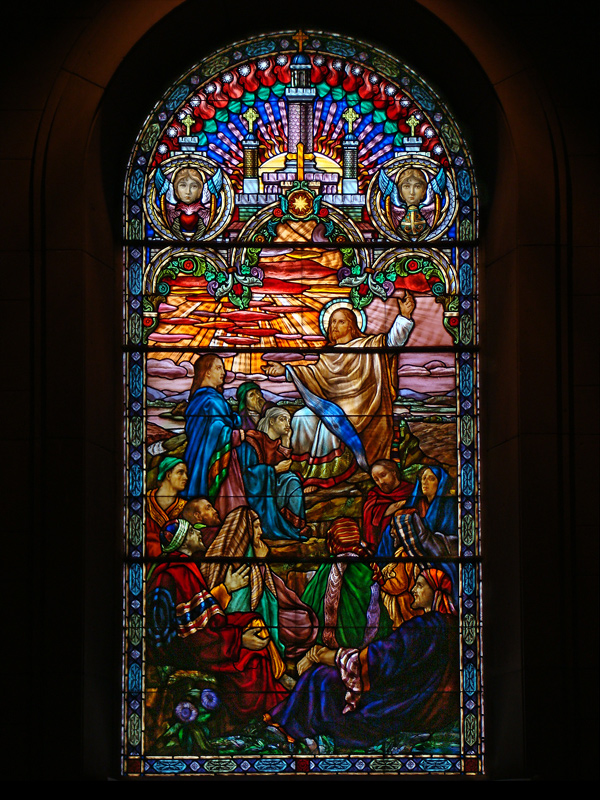
Vetrate della chiesa di San Leone a Westmount
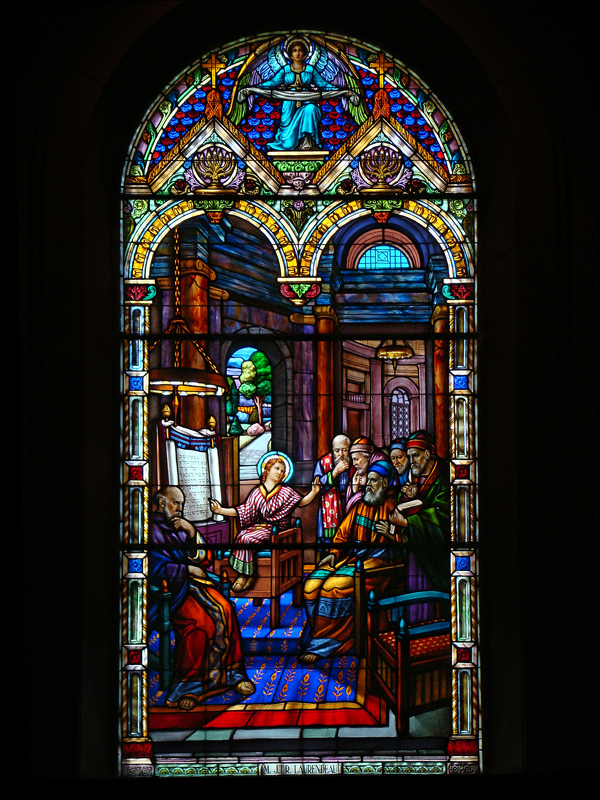
Vetrate della chiesa di San Leone a Westmount
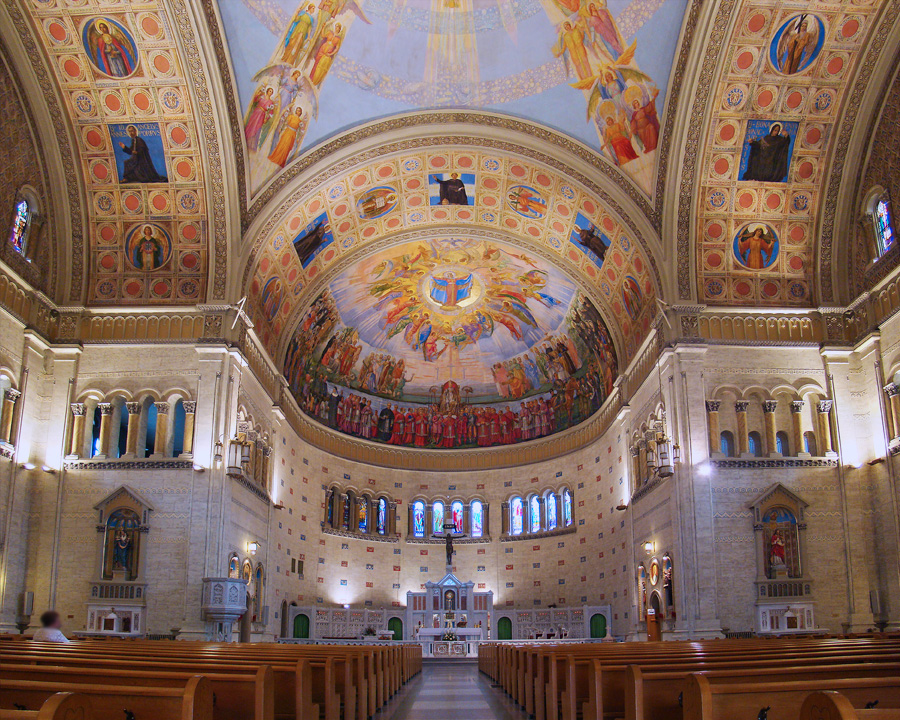
Decorazioni della chiesa della Madonna della Difesa di Montreal
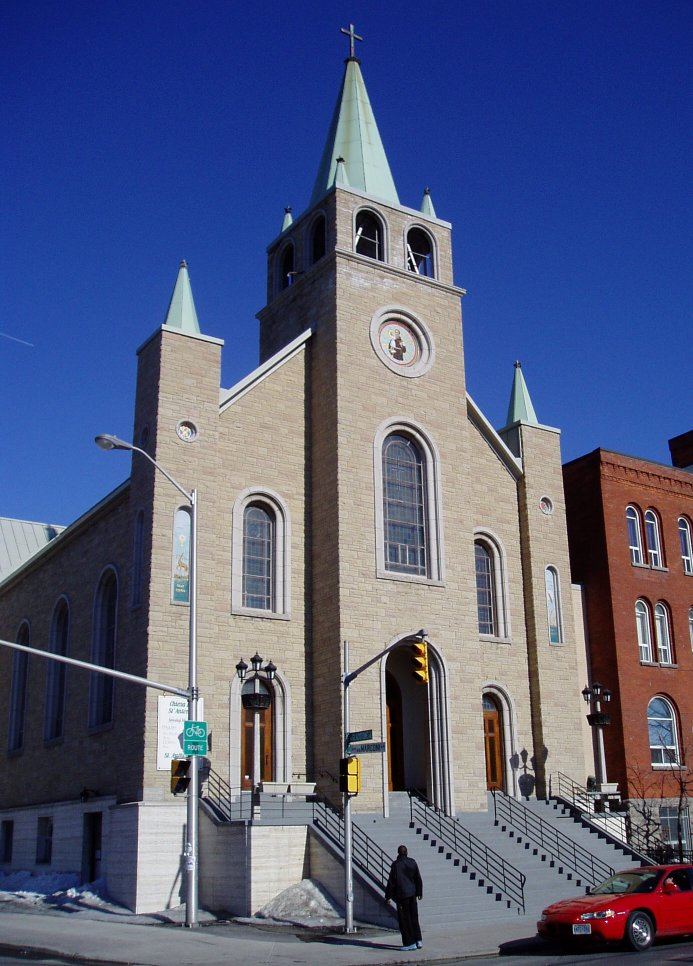
Chiesa di Sant'Antonio da Padova a Ottawa
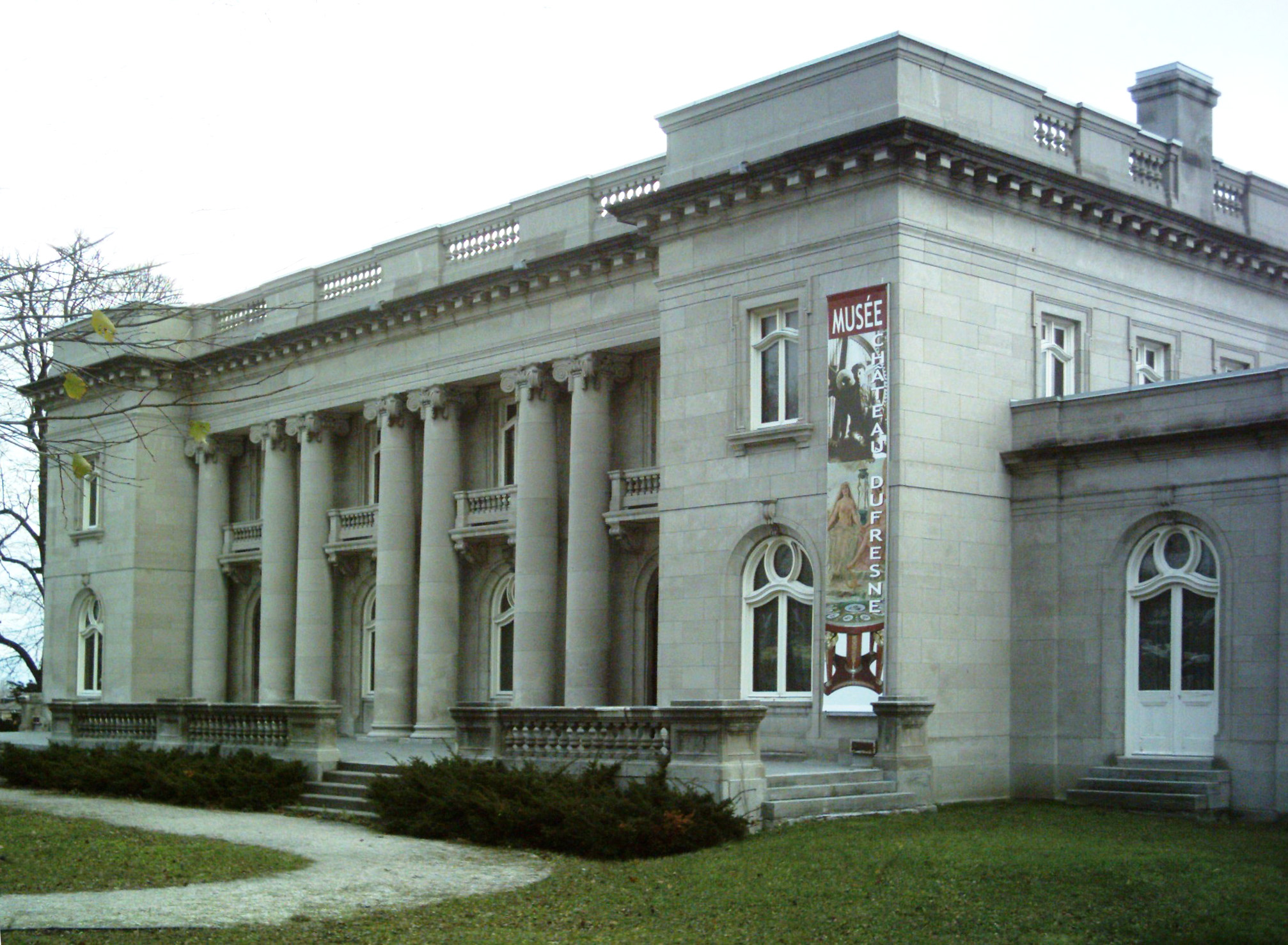
Château Dufresne a Montreal